# GNU General Public License

Logo projektu GNU

GNU General Public License, GNU GPL (česky „obecná veřejná licence GNU“) je licence pro svobodný software, původně napsaná Richardem Stallmanem pro projekt GNU. GPL je nejpopulárnějším a dobře známým příkladem silně copyleftové licence, která vyžaduje, aby byla odvozená díla dostupná pod toutéž licencí. V rámci této filosofie je řečeno, že poskytuje uživatelům počítačového programu práva svobodného softwaru a používá copyleft k zajištění, aby byly tyto svobody ochráněny, i když je dílo změněno nebo k něčemu přidáno. Toto je rozdíl oproti permisivním licencím svobodného softwaru, jejímž typickým případem jsou BSD licence.
GNU Lesser General Public License (LGPL) je upravená, permisivnější verze GPL, původně zamýšlená pro některé knihovny. Existuje také GNU Free Documentation License, která byla původně určena pro dokumentaci k softwaru GNU, která ale byla později použita i jinde, například v projektu Wikipedie.
Affero General Public License (GNU AGPL) je podobná licence se zaměřením na síťový serverový software. GNU AGPL je podobná jako GNU General Public License, navíc však pokrývá také užití softwaru přes síť, a požaduje, aby byl síťovému uživateli zpřístupněn zdrojový kód díla licencovaného pod AGPL, například webové aplikaci. Free Software Foundation doporučuje, aby bylo použití této licence zvažováno pro jakýkoli software, který se obvykle používá přes síť.

## Historie
Licence GPL byla napsána Richardem Stallmanem v roce 1989 pro použití s programy poskytovanými jako součást projektu GNU. Původní GPL byla založena na unifikaci podobných licencí používaných pro časné verze programů GNU Emacs, GNU Debugger a GNU Compiler Collection. Tyto licence obsahovaly podobné podmínky jako moderní GPL, ale byly specifické pro každý program, což je dělalo nekompatibilní, byť šlo o stejné licence. Stallmanovým cílem bylo vytvořit jedinou licenci, která by se použila pro jakýkoli projekt a tedy by mnoho projektů mohlo sdílet kód.
Důležité rozhodnutí ohledně důvěry v GPL přišlo od Linuse Torvaldse, který v roce 1992 použil tuto licenci pro linuxové jádro, přechodem z dřívější licence, která zakazovala komerční distribuci.
V srpnu 2007 licenci GPL používá přibližně 65 % z 43 442 projektů svobodného softwaru, které jsou uvedeny v seznamu na serveru Freshmeat, a v lednu 2006 mělo tuto licenci okolo 68 % projektů na SourceForge. Podobně průzkum Red Hat Linuxu 7.1 z roku 2001 zjistil, že 50 % zdrojového kódu je licencováno pod GPL a průzkum MetaLab, později největšího archivu svobodného softwaru, v roce 1997 ukázal, že zhruba polovina projektů má právě tuto licenci. Jeden průzkum velkého repozitáře open source software ohlásil, že v červenci 1997 je okolo poloviny softwarových balíků s explicitními licenčními podmínkami licencováno pod GPL. Mezi významné svobodné programy pod GPL patří například linuxové jádro nebo GNU Compiler Collection (GCC). Některý další software je duálně licencován s více různými licencemi, často jednou z nich bývá GPL.
Někteří pozorovatelé věří, že silný copyleft poskytovaný GPL byl klíčovým pro úspěch Linuxu, protože programátorům do něj přispívajícím dal jistotu, že jejich díla přinesou užitek celému světu a zůstanou svobodná, místo aby byla vytěžována softwarovými společnostmi, aniž by něco vracely zpět komunitě.
Druhá verze licence, verze 2, byla vydána v roce 1991. Během následujících 15 let někteří členové komunity svobodného softwaru nabyli přesvědčení, že někteří dodavatelé softwaru a hardwaru našli v GPL skuliny, které jim umožňují využívat software licencovaný pod GPL způsobem, který je v rozporu se záměry programátorů. Mezi takové metody patří tivoizace (začlenění GPL softwaru do hardwaru, který odmítá spouštět modifikované verze tohoto softwaru), používání nepublikovaných modifikovaných verzí GPL softwaru za webovým rozhraním, patentové obchody mezi Microsoftem a distributory Linuxu a Unixu, kteří mohou zkusit využít patenty jako zbraň proti konkurenci z Linuxu.
Verze 3 byla vyvinuta, aby se pokusila tyto problémy řešit. Byla oficiálně vydána 29. června 2007.

## Verze

### Verze 1
Verze 1 licence GNU GPL, vydaná v lednu 1989, chránila proti dvěma způsobům, kterými softwaroví distributoři omezovali svobody, které definují svobodný software. Prvním problémem je, že distributoři mohou publikovat jen binární soubory – spustitelné, ale nikoli čitelné nebo upravitelné lidmi. GPLv1 se to mu brání tak, že určuje, že každý dodavatel šířící binární soubory musí pod stejnými licenčními podmínkami poskytnout také lidsky čitelný zdrojový kód.
Druhým problémem je fakt, že distributoři mohou přidávat dodatečná omezení, buď přidáváním restrikcí k licenci, nebo kombinováním softwaru s jiným softwarem, který má další restrikce ohledně své distribuce. Pokud se toto udělá, na kombinované dílo se uplatní obě sady restrikcí, a proto mohou být přidána neakceptovatelná omezení. GPLv1 tomu zamezuje tím, že modifikované verze jako celek musí být šířeny pod GPLv1. Proto software šířený pod podmínkami GPLv1 lze kombinovat se softwarem pod permisivnějšími podmínkami, protože se tak nezmění podmínky, pod kterými se distribuuje výsledný celek, kdežto se softwarem šířeným pod restriktivnější licencí ho kombinovat nelze, protože by se to dostalo do konfliktu s požadavkem GPLv1 na šíření pod touto licencí.

### Verze 2
Podle Richarda Stallmana je hlavní změnou v GPLv2 klauzule "svobodu nebo život", jak ji nazval – sekce 7. Tato sekce říká, že pokud někdo přidá omezení, které mu brání šířit software pod licencí GPL tak, aby respektoval svobodu ostatních uživatelů (například pokud právní ustanovení říká, že se software smí distribuovat jen v binární formě), nesmí ho šířit vůbec.
V roce 1990 vycházelo najevo, že méně restriktivní licence by byla strategicky užitečná pro některé softwarové knihovny; verze 2 licence GPL (GPLv2) byla vydána v červnu 1991, proto druhá licence – Library General Public License (LGPL) – byla uvedena ve stejnou dobu a označena číslem 2, aby bylo zřejmé, že se obě licence vzájemně doplňují. Číslování verzí se rozešlo v roce 1999, když byla vydána verze 2.1 licence LGPL, která ji přejmenovala na GNU Lesser General Public License, aby lépe odrážela její místo ve filosofii GNU.

### Verze 3
Na sklonku roku 2005 oznámila Free Software Foundation (FSF), že pracuje na verzi 3 licence GPL (GPLv3). 16. ledna 2006 byl publikován první "diskusní draft" této licence a začaly veřejné konzultace. Ty byly původně plánovány na devět až patnáct měsíců, ale nakonec se protáhly na osmnáct měsíců a byly publikovány čtyři koncepty textu licence. Oficiální GPLv3 byla vydána 29. června 2007. GPLv3 byla napsána Richardem Stallmanem za právní pomoci Ebena Moglena a Software Freedom Law Center.
Podle Stallmana se nejdůležitější změny týkají vztahu k softwarovým patentům, kompatibilitě svobodných licencí, definice "zdrojového kódu" a hardwarových omezení modifikace software ("tivoizace"). Další změny se vztahují k internacionalizaci, k tomu, jak se řeší porušení licence a jak může držitel autorských práv přidávat k licenci další povolení.
Mezi dalšími změnami, které stojí za zmínku, je oprávnění autorů přidávat další podmínky nebo požadavky na distribuci díla. Jednou z takových volitelných podmínek, někdy nazývaná jako Affero klauzule, je zamýšlena ke splnění požadavků vzhledem k softwaru jako službě; povolení přidat tento požadavek činí GPLv3 kompatibilní s licencí Affero General Public License.
Proces veřejných konzultací byl koordinován Free Software Foundation za asistence Software Freedom Law Center, a dalších skupin zabývajících se svobodným softwarem. Komentáře od veřejnosti byly shromažďovány přes webový portál gplv3.fsf.org. Tento portál běží na softwaru stet, vytvořeném pro tento účel. Komentáře byly předávány čtyřem výborům čítajícím přibližně 130 lidí, včetně příznivců i odpůrců cílů FSF. Tyto výbory zkoumaly komentáře zaslané veřejností a jejich shrnutí předávaly Stallmanovi k rozhodnutí, jak bude licence vypadat.
Během procesu veřejných konzultací bylo k prvnímu návrhu zasláno 962 komentářů.
Do konce procesu přišlo celkem 2 636 komentářů.
Třetí koncept byl vydán 28. března 2007. Zahrnoval formulace zamýšlené jako ochrana proti patentovému křížovému licencování, jako je kontroverzní patentová dohoda Microsoft-Novell a omezuje protitivoizační klauzule na právní definici "uživatele" a "spotřebitelského výrobku". Také explicitně odstraňuje sekci o "geografických omezeních", jejíž pravděpodobné odstranění bylo oznámeno na začátku veřejných konzultací.
Čtvrtý diskusní draft, který byl poslední, byl vydán 31. května 2007. Zavedl kompatibilitu s licencí Apache, vyjasnil roli vnějších kontrahentů a udělal výjimku k povolení dohody Microsoft-Novell, kdy v sekci 11, paragrafu 6 říká, že:
| „ | Nesmíte poskytnout dílo, pokud jste ve smluvním vztahu se třetí osobou, která se účastní šíření softwaru, na základě kterého zaplatíte této třetí osobě za vaši aktivitu spočívající v šíření díla, a na základě kterého tato třetí osoba zaručuje všem osobám, které od vás přijmou dílo, diskriminační patentovou licenci [...] | “ |

Cílem je, aby byly v budoucnu takové dohody neúčinné. Licence je míněna také tak, aby způsobila, že Microsoft rozšíří své patentové licence, která poskytl zákazníkům společnosti Novell pro užití softwaru licencovaného pod GPLv3, na všechny uživatele tohoto softwaru; to je možné, jen pokud je Microsoft právně "šiřitelem" softwaru licencovaného pod GPLv3.
Někteří lidé, například vysoce profilovaní vývojáři linuxového jádra, komentovali pro masmédia návrhy licence a zveřejňovali prohlášení o svých námitkách k částem diskusních draftů 1 a 2.

## Podmínky licence
Podmínky licence GPL jsou komukoli dostupné tak, že získá text licence s dílem, které je pod touto licencí poskytováno ("nabyvatel licence"). Každý nabyvatel licence, který akceptuje její podmínky, získává právo modifikovat dílo, kopírovat ho a dál rozšiřovat toto dílo i jakoukoli odvozenou verzi. Nabyvatel licence může provádět tuto službu za úplatu či zdarma. Tento bod odlišuje GPL od licencí, které zakazují komerční redistribuci. FSF argumentuje, že svobodný software by neměl omezovat komerční užití, a GPL tedy explicitně uvádí, že díla pod GPL lze "prodávat" za libovolnou cenu.
GPL dále říká, že distributor nesmí zavést "další omezení na práva zaručená GPL". Toto zakazuje aktivity jako distribuci softwaru pod závazkem nebo smlouvou mlčenlivosti (NDA, non-disclosure agreement). Distributoři softwarového díla pod GPL také zaručují poskytnutí licence pro jakékoli patenty použité v tomto softwaru, aby mohly být tyto patenty v díle užívány.
Sekce 3 licence požaduje, aby se k programům šířeným jako předkompilované binární soubory přikládaly zdrojové kódy, písemná nabídka distribuce zdrojových kódů stejným mechanismem, jakým se poskytly binární soubory, anebo písemná nabídka k poskytnutí zdrojových kódů.

### Copyleft
Distribuční práva zaručená GPL pro modifikované verze díla nejsou bez podmínek. Když někdo šíří GPL dílo se svými vlastními modifikacemi, požadavky na distribuci celého díla nemohou být jakkoli zvětšeny oproti požadavkům, které jsou v GPL.
Tento požadavek je znám jako copyleft. Jeho právní moc vychází z aplikace autorského práva na počítačové programy. Protože dílo šířené pod GPL je chráněno autorským právem, nabyvatel licence nemá žádné oprávnění k šíření tohoto díla ani v modifikované podobě (kromě případu fair use), kromě toho, které mu určují podmínky licence. Kdo chce vykonávat práva normálně omezená autorským právem (např. šíření díla), musí přijmout podmínky licence. Naopak, když někdo distribuuje kopie díla bez přijetí podmínek GPL (například s udržením zdrojového kódu v utajení), může být postižen (žalován původním autorem, trestně stíhán) za porušení autorského práva.
Copyleft tedy využívá autorské právo (copyright) k zajištění opaku obvyklého účelu: namísto zavádění omezení zaručuje práva ostatním lidem, a to tak, že jim nemohou být následně odebrána. Zajišťuje také, že nejsou zaručena neomezená distribuční práva, pokud by v prohlášení copyleftu byla právní vada.
Mnoho distributorů GPL programů přikládá zdrojový kód ke spustitelným souborům. Alternativní metodou, jak vyhovět copyleftu, je poskytnout písemnou nabídku na poskytnutí zdrojového kódu na fyzickém médiu (např. CD) na vyžádání. V praxi je mnoho programů pod GPL distribuováno přes Internet, jejich zdrojové kódy jsou pak k dispozici protokolem FTP. Při internetové distribuci je to v souladu s licencí.
Copyleft se uplatní jen v případě, že bude člověk program šířit. Každý si může vytvářet soukromé modifikované verze, aniž by měl povinnost šířit modifikace – do okamžiku, než začne modifikovaný software distribuovat někomu dalšímu. Všimněte si, že se copyleft uplatňuje jen na software a ne na jeho výstup (pokud výstup není sám o sobě odvozenou verzí programu); například veřejný webový portál běžící na modifikované verzi CMS šířeného pod GPL nemusí šířit změny tohoto softwaru.

## Licencování a smluvní záležitosti
GPL byla navržena jako licence, ne jako smlouva. V některých jurisdikcích nepsaného práva (anglo-americký systém) je hlavní právní rozdíl mezi licencí a smlouvou tento: smlouvy jsou vymahatelné prostřednictvím smluvního (obchodního) práva, kdežto licence pomocí autorského práva. Toto rozlišení však nemá význam v mnoha jurisdikcích, kde není rozdíl mezi smlouvami a licencemi, jako v systémech římského (kontinentálního) práva.
V České republice upravuje tuto problematiku zákon č. 121/2000 Sb. (autorský zákon). Zákon používá pojem licence ve smyslu "oprávnění k výkonu práva dílo užít" (§ 12, odst. 1), licenční smlouva je dle § 2358 zákona č. 89/2012 Sb., občanský zákoník, pak právní úkon, kterým autor poskytuje nabyvateli licenci. O podání návrhu na uzavření licenční smlouvy jde i tehdy, směřuje-li projev vůle i vůči neurčitému okruhu osob. S přihlédnutím k obsahu návrhu nebo k praxi, kterou strany mezi sebou zavedly, nebo zvyklostem může osoba, které je návrh určen, vyjádřit souhlas s návrhem na uzavření smlouvy provedením určitého úkonu bez vyrozumění navrhovatele tím, že se podle ní zachová, zejména že poskytne nebo přijme plnění. V tomto případě je přijetí návrhu účinné v okamžiku, kdy byl tento úkon učiněn.
Text licence GPL je z pohledu českého práva tedy vlastně podmínkami licenční smlouvy. Některé části GPL (například o vzdání se odpovědnosti) považují někteří právníci v kontextu tohoto práva za neplatné.
Ti, kdo nesouhlasí s podmínkami GPL, nejsou oprávněni kopírovat nebo distribuovat tento software nebo odvozená díla. Mohou však software používat dle libosti.

## Držitelé autorských práv
Text licence GPL je sám o sobě autorským dílem, autorská práva drží Free Software Foundation (FSF). FSF však nemá práva k dílu vydanému pod GPL, pokud autor explicitně nepřevede práva na FSF (což se stává zřídka, výjimkou jsou části projektu GNU). Právo podávat žalobu při porušení podmínek licence mají jen přímo jednotliví držitelé autorských práv.
FSF povoluje lidem vytvářet si nové licence založené na GPL, přičemž tyto odvozené licence nesmějí bez souhlasu používat preambuli GPL. To se ale nedoporučuje, protože takové licence jsou obecně nekompatibilní s GPL. (Pro více informací viz GPL FAQ.)
Mezi další licence vytvořené v projektu GNU patří GNU Lesser General Public License a GNU Free Documentation License.

## GPL u soudu
Klíčovým sporem souvisejícím s GPL je, zda ne-GPL software smí dynamicky linkovat GPL knihovny. GPL jasně říká, že veškerá odvozená díla kódu pod GPL musí sama být také pod GPL. Není však jasné, zda by spustitelný soubor, který dynamicky linkuje GPL kód, měl být považován za odvozené dílo. Komunita okolo svobodného a open source softwaru je v tomto rozdělená. FSF tvrdí, že spustitelný soubor je odvozeným dílem pouze tehdy, když GPL kód a spustitelný soubor "vzájemně volají funkce a sdílejí datové struktury", s čímž někteří lidé souhlasí, kdežto někteří (např. Linus Torvalds) souhlasí, že dynamické linkování může vytvořit odvozené dílo, avšak nesouhlasí s danou definicí takových případů. Na druhou stranu, někteří experti argumentují, že otázka zůstává otevřená: jeden právník firmy Novell napsal, že nevytvoření odvozeného díla dynamickým linkováním "dává smysl", ale nejde o "čistý řez". Lawrence Rosen se vyjádřil, že soud by "pravděpodobně" vyloučil dynamické linkování z odvozených děl, avšak "existují také dobré argumenty" na druhé straně a "výsledek není jasný" (při pozdější příležitosti argumentoval, že "tržní" faktory jsou důležitější než technika linkování). To jednoznačně není otázka GPL jako takové, nýbrž jak autorské právo definuje odvozená díla. Ve sporu Galoob vs. Nintendo odvolací soud devátého obvodu definoval odvozené dílo jako vztah mající "'formu' nebo trvalost", a poznamenal, že "porušující dílo musí určitou formou začleňovat část chráněného díla", ale nedošlo k jasnému soudnímu rozhodnutí, které by vyřešilo tento konkrétní konflikt.
Protože neexistuje žádný záznam o někom, kdo obcházel GPL pomocí dynamického linkování a hrozil by mu spor s držitelem autorských práv, omezení se jeví jako vymahatelné de facto, byť to zatím nebylo prokázáno de jure.
V roce 2002 žalovala firma MySQL firmu Progress NuSphere kvůli porušení autorského a známkového práva u massachutetského okresního soudu. Firma NuSphere údajně porušila autorská práva k MySQL tím, že slinkovala kód tabulkového typu Gemini se serverem MySQL. Po předběžném slyšení před soudkyní Patti Saris 27. února 2002 vstoupily strany sporu do jednání o vyrovnání a možná se vyrovnaly. Při slyšení Patti Saris řekla, že "nevidí žádný důvod", proč by GPL nemohla být vymahatelná.
V srpnu 2003 oznámila SCO Group, že má za to, že GPL nemá žádnou právní platnost, a že zamýšlí vést právní spory ohledně částí kódu zřejmě zkopírovaných ze systému SCO Unix do linuxového jádra. To bylo pro firmu problematické, protože šířila Linux a další GPL kód ve své distribuci Caldera OpenLinux a je těžko dokazatelné, že měla jiné právo tak činit, než to, které poskytuje GPL. Pro další informace viz SCO-Linux kontroverze a SCO vs. IBM.
V dubnu 2004 dosáhl projekt netfilter/iptables u okresního soudu v Mnichově vydání předběžného opatření proti společnosti Sitecom Germany, poté, co tato firma odmítla upustit od šíření softwaru netfilteru v rozporu s podmínkami GPL. V červenci 2004 německý soud potvrdil toto opatření konečným rozsudkem proti firmě Sitecom. Zdůvodnění rozsudku přesně odráží predikci poskytnutou dříve FSF (Ebenem Moglenem):
Žalovaný porušil autorská práv žalobce tím, že nabízel software 'netfilter/iptables' ke stažení a inzerování této své distribuce, aniž by dodržel podmínky GPL. Uvedená činnost by mohla být přípustná jen tehdy, pokud by žalovaný získal licenci... Toto je nezávislé na otázce, zda byly podmínky GPL účinně dohodnuty mezi žalobce a žalovaným, či nikoli. Pokud nebyla GPL dohodnuta mezi stranami, žalovaný by přesto postrádal potřebná práva pro kopírování, šíření a zveřejňování softwaru 'netfilter/iptables'.
Tento rozsudek byl důležitý, protože to bylo poprvé, kdy soud potvrdil, že porušení podmínek GPL je porušením autorského práva. Avšak tento případ nebyl tak rozhodujícím testem GPL, jak z toho někteří vyvodili. V tomto případě nebyla napadena samotná vynutitelnost GPL. Místo toho se soud toliko pokusil rozpoznat, zda byla samotná licence vůbec v účinnosti.
V květnu 2005 zahájil Daniel Wallace spor proti Free Software Foundation (FSF) u soudu v Jižním okresu Indiany. Tvrdil, že GPL je ilegální pokus, jak fixovat ceny na nulu. Žaloba byla v březnu 2006 zamítnuta na základě toho, že Wallace neprokázal platný antitrustový požadavek; soud prohlásil, že "GPL podporuje, nikoli omezuje, svobodnou soutěž a distribuci počítačových operačních systémů, z čehož plynou přímé výhody pro spotřebitele." Wallace odmítl možnost další změny své stížnosti a byl nucen zaplatit FSF náklady na tento spor.
8. září 2005 soud centrálního okresu Soulu rozhodl, že GPL nemá žádnou právní váhu vzhledem k obchodnímu tajemství odvozeného od díla licencovaného pod GPL. Žalovaní argumentovali, že vzhledem k tomu, že je nemožné dodržet obchodní tajemství, pokud by postupovali v souladu s GPL a šířili dílo, že obchodní tajemství neporušují. Tento argument byl posouzen jako nepodložený.
6. září 2006 projekt gpl-violations.org zvítězil v soudním sporu proti D-Link Germany GmbH, vedeného kvůli tomu, že D-Link používal linuxové jádro nepřípustným a autorské právo porušujícím způsobem. Rozsudek konečně poskytl "černě na bílém" pravomocné soudní rozhodnutí, podle jehož odůvodnění je GPL platná a právně závazná; v dalších sporech lze očekávat, že i jiné německé soudy se přikloní k tomuto právnímu názoru.
Koncem roku 2007 zahájili vývojáři projektu BusyBox společně s Software Freedom Law Center program, který má zajistit, aby distributoři BusyBoxu v embedded systémech dodržovali GPL, a ti kteří ji dodržovat nebudou, budou žalováni. Toto bylo označeno za první americké použití soudů pro vymáhání povinností plynoucích z GPL. Viz Soudní spory ohledně GPL.

## Kompatibilita a vícenásobné licencování
Mnoho nejběžnějších licencí svobodného softwaru, například původní MIT/X licence, BSD licence (v současné tříklauzulové formě) a LGPL, jsou kompatibilní s GPL. To znamená, že kód pod těmito licencemi lze bez konfliktu kombinovat s programem pod GPL (na celou nově vzniklou kombinaci by se pak vztahovala GPL). Některé licence svobodného a open source softwaru však nejsou kompatibilní s GPL. Mnoho příznivců GPL silně obhajuje, aby vývojáři svobodného a open source softwaru používali pouze licence kompatibilní s GPL, protože pokud by činili jinak, bylo by složité používat takový software ve větších celcích. Všimněte si, že tento problém vyvstává jen u současného použití licencí, které stanovují podmínky dané způsobem kombinace. Některé licence, například BSD, žádné takové podmínky nestanovují.
Podívejte se též na seznam licencí schválených FSF na příklady kompatibilních a nekompatibilních licencí.
Mnoho obchodních společností používá duální licencování. Šíří GPL verzi a prodávají proprietární licence firmám, které chtějí kombinovat tento software s proprietárním kódem, ať už používají dynamické linkování či nikoli. Mezi příklady takových společností patří MySQL AB, Qt Software (Qt toolkit), Namesys (ReiserFS) nebo Red Hat (Cygwin).

## Přijetí GPL
Open Source License Resource Center spravované Black Duck Software ukazuje, že licenci GPL používá okolo 60 % veškerého open source softwaru. Podstatná většina projektů je vydávána pod GPL 2, tři tisíce projektů již migrovaly na GPL 3.

## Kritika
V roce 2001 označil Steve Ballmer, CEO společnosti Microsoft, Linux za "rakovinu, která se uchytí na veškerém intelektuálním vlastnictví, kterého se dotkne". Kritikové Microsoftu říkají, že skutečným důvodem, proč Microsoft nemá rád GPL, je to, že GPL brání pokusům dodavatelů proprietárního softwaru "uchopit, rozšířit, zničit". Microsoft vydal Microsoft Windows Services for UNIX, obsahující kód licencovaný pod GPL[zdroj?]. V reakci na útoky Microsoftu proti GPL, vydali mnozí významní vývojáři a obhájci svobodného softwaru společné prohlášení podporující licenci.
GPL je mnoha kritiky označována jako "virální", protože GPL povoluje vydávat pod touto licencí pouze celé programy – to znamená, že programátoři nesmí vydávat programy, linkující GPL knihovny, pod nekompatibilními licencemi. Takzvaný "virální" efekt spočívá v tom, že v některých případech nelze různě licencovaný software kombinovat, aniž by byla jedna z licencí změněna. Byť lze teoreticky změnit kteroukoli z licencí, ve "virálním" scénáři nelze prakticky změnit GPL (protože software může mít mnoho přispěvatelů, z nichž někteří změnu téměř jistě odmítnou), zatímco licence druhého softwaru může být v praxi změněna.
Toto je součástí filosofické odlišnosti mezi GPL a permisivními licencemi, jako jsou BSD licence, které nemají na modifikované verze takové požadavky. Příznivci GPL zastávají názor, že by měl svobodný software zajistit, že jeho svobody jsou chráněny po celou cestu od vývojáře k uživateli, kdežto jiní lidé jsou zase toho názoru, že prostředníci mezi vývojáři a uživateli by měli mít svobodu šířit tento software jako nesvobodný. Specifičtěji řečeno, GPL vyžaduje, aby redistribuce probíhala pod GPL, kdežto permisivnější licence povolují redistribuci pod restriktivnějšími licencemi, než je ta původní.
Přestože GPL povoluje komerční distribuci softwaru, tržní cena bude stlačena na úroveň ceny distribuce — blízkou nule —, protože zákazníci mohou dále šířit tento software a jeho zdrojový kód za náklady redistribuce. Na toto by se dalo nahlížet jako na překážku v komerčním užití GPL softwaru těmi, kdo chtějí tento kód použít pro proprietární účely. Pokud nechtějí využít kódu pod GPL, musí si to reimplementovat sami. Microsoft zahrnul do svého open source softwaru podmínky proti GPL.
Navíc projekt FreeBSD prohlásil, že "méně veřejně známou a nezamýšlenou funkcí GPL je, že je velmi příznivá pro velké společnosti, které chtějí podkopávat jiné softwarové firmy. Jinými slovy, GPL je velmi vhodná k použití jako marketingová zbraň, potenciálně omezující celkový ekonomický přínos a přispívající k monopolistickém chování". Není však jasné, zda nějaké takové případy nastaly v praxi.
GPL nemá žádnou odškodňovací klauzuli explicitně chránící správce a vývojáře proti sporům vycházejícím z bezohledného přispívání. (Pokud vývojář vloží existující patentované nebo autorsky chráněné dílo do GPL projektu s tvrzením, že jde o jeho vlastní příspěvek, všichni správci projektu i další vývojáři mohou být právně odpovědni za škody vzniklé držitelům autorských nebo patentových práv.) Absence odškodnění je jednou z kritik, která vedla Mozillu k vytvoření Mozilla Public License namísto použití GPL nebo LGPL.[zdroj?] Později však Mozilla přelicencovala svá díla pod trojitou licenci GPL/LGPL/MPL kvůli problémům s nekompatibilitou MPL s GPL.
Někteří softwaroví vývojáři shledali, že v širším pohledu je GPL příliš restriktivní. Například Bjørn Reese a Daniel Stenberg cítili, že jejich volba GPL pro software vytvořila "quodque pro quo" (lat. "všechno na oplátku za něco") pro vývojáře jiného softwaru, který se s tím jejich linkuje. Z tohoto důvodu v roce 2001 ukončili použití GPLv2 ve prospěch méně restriktivních copyleftových licencí.
Jako specifický příklad nekompatibility licencí lze uvést souborový systém ZFS firmy Sun Microsystems, protože je licencován pod licencí CDDL nekompatibilní s GPL a obsahuje několik patentů firmy Sun, díky kterým jej nelze linkovat s linuxovým jádrem.
Někteří lidé také tvrdí, že by GPL mohla a měla být kratší.